# Фондезин, Вилим Петрович
Вилим (Вильгельм) Петрович фон Дезин (Фондезин) (1740—1826/1827) — российский адмирал, командующий Черноморским флотом.

## Биография
Родился в Архангельске в 1740 году, сын выходца из Нидерландов .
В 1754 году, поступил в Морской кадетский корпус, который окончил в 1757 году с производством в чин гардемарина. Во время обучения ежегодно плавал из Кронштадта в Архангельск и обратно. В 1758 году он был произведён в чин мичмана; в следующем году находился при описи Прусских и Померанских островов.
В 1760—1761 годах участвовал в Кольбергской экспедиции в качестве адъютанта начальника русского морского десанта капитана 1-го ранга Г. А. Спиридова. В 1762 году произведён в первый офицерский чин унтер-лейтенанта; в 1764 году произведён в лейтенанты.
В 1769 году на 66-пушечном корабле «Евстафий Плакида» под командованием капитана 1-го ранга А. И. фон Круза совершил переход в Средиземное море в составе эскадры адмирала Спиридова; 30 июля был произведён в чин капитан-лейтенанта. В том же году участвовал в Морейской экспедиции и затем был переведён на флагманский корабль «Трёх Иерархов» под командованием капитана бригадирского ранга С. К. Грейга, на котором 25 июля 1770 года участвовал в Чесменском бою. Затем командовал 16-пушечным фрегатом «Св. Павел», после чего вступил во временное командование флагманским кораблём «Трёх Иерархов», сдав командование которым в 1771 году, остался на том же корабле в должности казначея при главнокомандующем графе А. Г. Орлове-Чесменском; с 24 июня того же года — капитан 2-го ранга. Участвовал 2 ноября в десантной вылазке, при атаке крепости на острове Митилене.
В 1772 году, командуя кораблём «Всеволод», крейсировал в эскадре контр-адмирала А. В. Елманова, которая пошла для поиска от Аузы до Дарданелл, где и заняла станцию. Командуя фрегатом «Северный Орёл» возглавлял небольшую эскадру из трёх фрегатов, пакетбота и полаки, направленную на поиск турецких судов. Вместе со своими судами 16 июля 1773 года вошёл в состав отряда контр-адмирала А. В. Елманова, перед которым стояла задача атаковать крепости Бодрум и Станчио, сделать всевозможный вред берегам и вывести из-под Бодрума стоявшие там фрегаты; но эта экспедиция оказалась очень неудачной.
После заключения Кучук-Кайнарджийского мира фон Дезин в 1776 году был назначен командиром 66-пушечного корабля «Европа»; 7 июля того же года произведён в чин капитана 1-го ранга и назначен в комиссию для разбора журналов, планов и карт Архипелагской экспедиции и для составления по ним исторического описания. В 1778 году, с 10 октября он был назначен начальником 8-й эскадры, состоящей из кораблей «Слава России», «Благополучие» и «Твёрдый», фрегатов «Мария», «Александр» и «Воин».
В 1779 году фон Дезин плавал в Балтийском море, командуя эскадрой в составе кораблей «Царь Константин», «Благополучие» и «Твёрдый», фрегатов «Мария», «Александр» и «Воин». В 1780 году командовал эскадрой в составе 66-пушечных кораблей «Не тронь меня» и «Иануарий» и пинков «Евстафий» и «Кола». Эта эскадра должна была плавать к Нордкапу и до Белого моря, охранять торговлю и уничтожать каперов. Эскадра только 10 июня пошла по назначению, 23 июля начала своё крейсерство, а 13 августа пинки, по случаю увеличения числа больных и по имеющейся у них течи, пошли к отечественным портам. Через 5 дней корабли тоже ушли к своим портам, причем «Иануарий» сломал грот-мачту и был вынужден зимовать и чиниться в Бергене; 9 сентября «Евстафий» погиб у берегов шотландского острова Грофкерри, а «Кола», имея 3 умершими и 17 человек сильно больными, 2 октября пришёл в Копенгаген, где тоже зазимовал. 23 сентября фон Дезин со своим кораблём пришёл в Копенгаген, не имея никаких известий о судах его эскадры, и, воспользовавшись тем, что эскадра контр-адмирала А. И. фон Круза возвращалась в Кронштадт, присоединился к ней, куда и пришёл 17 октября, растеряв свои суда по дороге, за что и получил выговор от Адмиралтейств-коллегии, в котором ещё ставилось ему на вид, что «в присланном рапорте пропущено число больных и время, когда рапорт писан».
7 июня 1782 года он был назначен командовать судами Азовской флотилии под командованием адмирала А. Н. Сенявина; 28 июня того же года произведён в чин капитана генерал-майорского ранга и 14 июля был перечислен в чин контр-адмирала.
С 22 сентября 1787 года — вице-адмирал.
10 июля 1788 года командуя эскадрой в составе 100-пушечных кораблей «Саратов», «Три Иерарха», «Чесма», фрегата «Надежда» и пяти транспортов, которая следовала из Кронштадта в Копенгаген, у острова Готланд встретился со шведской эскадрой в составе 12 кораблей, 5 фрегатов и 3 катеров по командованием генерал-адмирала герцога Карла Зюдерманландского. Герцог потребовал себе салюта, хотя существующие на то время русско-шведские соглашения не требовали этого. Фон Дезин отсалютовал герцогу выстрелами и объявил, что он делает этим вежливость особе главнокомандующего шведским флотом, как брату короля. Герцог ответил ему восемью, как младшему по чину. Этим инцидент был исчерпан. Разойдясь с неприятелем, фон Дезин пошёл дальше, но за противными ветрами лишь 29 июня пришёл в Копенгаген, где скоро и получил указ от 27 июня о начале военных действий со шведами.
Во время русско-шведской войны фон Дезин проявил себя как нерешительный флагман, в частности в начале войны по его вине был захвачен транспорт «Кильдюин». Статс-секретарь А. В. Храповицкий в своем журнале указывал, что раздражённая Екатерина II сказала: «Тот виноват перед отечеством, кто ввёл обоих фон Дезинов в адмиралы».
Летом 1788 года фон Дезин командовал эскадрой в Копенгагене, перед которой была поставлена задача блокировать шведский порт Карлскруна. Однако, несмотря на полученное подкрепление в виде отряда под командованием контр-адмирала И. А. Повалишина, он оставил свой пост и вернулся в Копенгаген, ссылаясь на нехватку продовольствия и питьевой воды на кораблях эскадры.
20 декабря был получен приказ фон Дезину сдать эскадру контр-адмиралу Повалишину, а самому ехать в Петербург. Получив ещё вначале известие, что эскадра не вошла в порт, а показался уже лед, Екатерина II сказала: «Фон Дезин проспит и потеряет 11 кораблей». Тем не менее, он за совершение восемнадцати морских компаний 27 ноября 1792 года был награждён орденом Св. Георгия 4-й степени; а 23 сентября 1793 года получил орден Святого Владимира| 2-й степени. В 1794 году был назначен главным командиром галерного флота и порта.
После восшествия на престол императора Павла I, 13 ноября 1796 года он был награждён орденом Св. Анны 1-й степени; 8 июня 1797 года произведён в чин адмирала с назначением начальником дивизии красного флага. В конце 1798 года фон Дезин был назначен первым директором Балтийского штурманского училища. Но уже 26 января 1799 года его сменил Вальянт, Иван Христианович (Ян Ольгперт) (? — 17.10.1800), а Дезин был назначен главным командиром Черноморского флота и пожалован орденом Св. Александра Невского.
При восшествии на престол императора Александра I Фон Дезин был назначен членом «Комитета по образованию флота» под председательством действительного тайного советника графа A. P. Воронцова. Комитет занимавшийся пересмотром всех морских регламентов, уставов и штатных положений для флота и его управлений был закрыт 5 апреля 1805 года, а фон Дезин был назначен членом Адмиралтейств-коллегии. Одновременно с занятиями в «Комитете для образования флота», фон Дезин с 21 мая 1802 года был присутствующим в Правительствующем Сенате, где он заседал до 1804 года в I департаменте, в 1805—1808 годах — в V департаменте, в 1808—1826 годах — в I отделении V департамента.
1 января 1810 года был назначен членом Государственного совета по департаменту военных дел с оставлением в Сенате. В день коронации императора Николая I, 22 августа 1826 года, был пожалован орденом Св. Владимира 1-й степени.
Умер 30 декабря 1826 (11 января 1827) года.
Его сын, Пётр Вильмович (1780/1781—1846) — действительный статский советник и кавалер, похороненный на Смоленском евангелическом кладбище вместе с женой Анной-Марией (1785—1836)